# Eine Reise in Geschichten: von Junibacken bis Nangilima
Eine Reise in Geschichten: von Junibacken bis Nangilima (schwedisch Sagoresan: från Junibacken till Nangilima) ist ein Bilderbuch von Astrid Lindgren und Marit Törnqvist. Der Text aus dem Buch wurde ursprünglich für den Geschichtenzug im Junibacken Museum in Stockholm geschrieben und später als Bilderbuch veröffentlicht. Eine Reise in Geschichten: von Junibacken bis Nangilima gilt als letzter Text von Astrid Lindgren. Sie schrieb diesen im Alter von 89 Jahren in Zusammenarbeit mit Marit Törnqvist. Zu dieser Zeit litt Lindgren unter Schwerhörigkeit sowie einer Sehschwäche und hatte viele ihrer früheren Geschichten bereits vergessen.

## Handlung
Das Bilderbuch beschreibt was in die Figuren aus den Geschichten von Madita, Michel aus Lönneberga, Karlsson vom Dach, Nils Karlsson-Däumling, Ronja Räubertochter und Die Brüder Löwenherz alles erlebt haben. Neben dem Text befinden sich Illustrationen von Marit Törnqvist.

## Übersicht
Staffan Götestam plante im Jahr 1994 einen Geschichtenzug im Junibacken Museum in Stockholm zu erstellen. Dafür wollte er eine kleine Modellwelt von Astrid Lindgrens Geschichten aufbauen. Er kontaktierte Marit Törnqvist, die bereits mehrere Bilderbücher von Astrid Lindgren illustriert hatte und bat sie die Modellwelt zu gestalten. Die Geschichten wurden detailliert dargestellt. So wurden beispielsweise für Karlsson vom Dach 240 kleine Häuser gebaut. Fast 70 Bühnenbildner arbeiteten an der Modellwelt, darunter Baumeister, Tischler, Bildhauer, Landschaftsbauer, Beleuchtungsexperten usw.
Zunächst war Astrid Lindgren skeptisch, als sie gebeten wurde einen kurzen Text für den Geschichtenzug zu verfassen.
Zu dem Zeitpunkt war Astrid Lindgren fast 90 Jahre alt und hatte einige ihrer eigenen Bücher bereits vergessen. Sie erklärte, dass sie nicht wisse, wie eine fast blinde, fast taube und halb verrückte Frau einen Text schreiben und lesen solle. Doch dann wirkte auch Astrid Lindgren an der Gestaltung der Modellwelt mit und genoss diese Arbeit. So saßen Törnqvist und Lindgren mehrere Wochen lang jeden Morgen zusammen auf Lindgrens Sofa und arbeiteten. Dazu lasen sie die Bücher und studierten die Illustrationen sorgfältig, um Lindgrens verschiedene Geschichten zu einem Text zu verbinden. Törnqvist kannte Lindgren bereits aus ihrer Kindheit, denn ihre Mutter Rita Törnqvist-Verschuur übersetzte Astrid Lindgrens Texte in das Niederländische. Törnqvist-Verschuur und Lindgren hielten jahrelang einen professionellen, aber auch persönlichen Kontakt. Die Sommer verbrachte Marit Törnqvist als Kind in Schweden. Auch als Erwachsene besuchte Marit Törnqvist Lindgren jedes Mal, wenn sie nach Stockholm kam. Da die beiden einander so gut kannten, fiel ihnen die Zusammenarbeit leicht. Törnqvist gelang es Astrid Lindgrens Vorstellungen zu deren Zufriedenheit darzustellen.
Geschichten, die beschrieben wurden, waren Madita, Michel aus Lönneberga, Karlsson vom Dach, Nils Karlsson-Däumling, Ronja Räubertochter und Die Brüder Löwenherz.
Am 8. Juni 1996 wurde der Geschichtenzug Junibacken vom schwedischen König und der schwedischen Königin eingeweiht. Astrid Lindgrens Lesung des schwedischen Textes ist bei der Fahrt mit dem Geschichtenzug zu hören.
Zehn Jahre nach der Einweihung wurde in Schweden das Bilderbuch Sagoresan: från Junibacken till Nangilima veröffentlicht. Es enthielt den Text von Astrid Lindgren und Illustrationen von Marit Törnqvist. Das Buch wurde in mehrere Sprachen übersetzt, darunter Englisch, Niederländisch, Norwegisch, Dänisch und Finnisch.
Mit den Bildern aus dem Buch wurden Ausstellungen in Schweden und den Niederlanden gemacht.
Während Ein Weihnachten in Småland vor langer Zeit Lindgrens letzte Geschichte ist, gilt Eine Reise in Geschichten: von Junibacken bis Nangilima als Lindgrens letzter geschriebener Text.

## Veröffentlichung
2006 wurde der Text erstmals als Bilderbuch in Schweden herausgebracht. Marit Törnqvist illustrierte das Buch. Später folgten englischsprachige, deutschsprachige, niederländische, norwegische und finnische Ausgaben des Buches. Während die anderssprachigen Ausgaben im Handel zu kaufen sind, gibt es die deutsche Ausgabe des Buches nur beim Junibacken Museum.
In der niederländischen Ausgabe des Buches befindet sich auch eine CD mit der Lesung des Textes von Rita Törnqvist-Verschuur. Die CD erhält die Aufnahme, die für niederländische Besucher auch beim Besuch des Geschichtenzuges gespielt wird.

## Ausgaben
- Sagoresan: från Junibacken till Nangilima, Eriksson & Lindgren, 2006, ISBN 978-91-85199-57-0. (Schwedische Ausgabe)
- The Story Journey: From Junedale to Nangilima, Highland & Clover, 2010, ISBN 978-90-8967-064-9. (Englische Ausgabe)
- Verhalenreis: Van Junibacken tot Nangilima, Hoogland & Van Klaveren, 2006, ISBN 978-90-8967-063-2. (Niederländische Ausgabe)
- Eventyrreisen - fra Junibakken til Nangilima, Damm, 2007, ISBN 978-82-04-12358-9. (Norwegische Ausgabe)
- Eine Reise in Geschichten: von Junibacken bis Nangilima, Hoogland & Van Klaveren, 2010, ISBN 978-90-8967-067-0. (Deutsche Ausgabe)
- Satumatka - kesäkummusta nangilimaan, Hoogland & Van Klaveren, 2010. (Finnische Ausgabe)
- Eventyrrejsen, Gyldendal, 2006, ISBN 978-87-02-05764-5. (Dänische Ausgabe)
- Сказочная поездка от Юнибакена до Нангилимы (Skazotsjnaja Pojezdka), Hoogland & Van Klaveren, 2010, ISBN 978-90-8967-068-7. (Russische Ausgabe)

## Rezeption
Mathilde Lemm kritisiert, dass es keine fließenden Übergänge zwischen den Szenen über die verschiedenen Astrid Lindgren Geschichten gibt. Der Text sei eher eine Zusammenfassung der Geschichten und sei gut als Auffrischung von Astrid Lindgrens Erzählungen geeignet. Die Illustrationen seien beeindruckend und würden sich dem Stil der Geschichten anpassen. So seien Zeichnungen, die Madita und Michel zeigen, viel bunter und heller als die von Ronja und den Brüdern Löwenherz.